# (74234) 1998 SW36
(74234) 1998 SW36 – planetoida z pasa głównego asteroid okrążająca Słońce w ciągu 4,14 lat w średniej odległości 2,58 j.a. Odkryta 20 września 1998 roku.